# Joost Klein
Joost Klein (Leeuwarden, 1997. november 10. – ) holland–fríz énekes, rapper és youtuber. Ő képviselte Hollandiát a 2024-es Eurovíziós Dalfesztiválon Malmőben, az Europapa című dallal, azonban az énekest és a dalt a döntő előtt kizárták.

## Magánélete
Klein a szüleivel egy fríz faluban, Britsumban nőtt fel. 2008-ban EenhoornJoost néven indította el YouTube-csatornáját. A középiskolában a leeuwardeni Stedelijk Gymnasiumba járt, de végül azt nem fejezte be.

## Pályafutása
Klein 2016-ig EenhoornJoost néven készített videós tartalmat a YouTube-ra. Munkái széles skálán, az egyszerűbb vázlatoktól a mini-dokumentumfilmekig terjedtek. Manapság Klein csak zenei videoklipeket tölt fel a videómegosztó oldalra. A legtöbb régi tartalmát azóta törölte, de néhány még mindig megtekinthető. Kleinnek jelenleg több mint 225 ezer feliratkozója van, és a videóit összesen több mint 23 millió alkalommal nézték meg.
A Bitches című dal volt Klein első kislemeze, amely milliós megtekintést ért el a YouTube-on. 2017-ben és 2018-ban rövid időre leszerződött a TopNotch-hoz, de Klein végül úgy döntött, hogy létrehozza a saját lemezkiadóját, az Albino Records-t. 2017. október 20-án Klein kiadta a Scandinavian Boy-t. 2018. március 21-én jelent meg a Meeuw (magyarul: Sirály) című kislemeze. Ezt egy hónappal később az Ome Robert (magyarul: Robert bácsi) követte.
2018. augusztus 3-án Klein kiadta az M van Marketing című albumát egy másik holland rapperrel, Donnie-val közösen. Az album 11 dalt tartalmazott, többek között a Stockholmot, a Domme Patta-t, a Leipe Dennis-t és a Vogel op de Heket. Az album népszerűsítésére a duó Viraal in Carré címmel egyszeri előadást szervezett az amszterdami Carré Királyi Színházban.
Klein írt egy kis verseskötetet Albino címmel, amely 2018. november 14-én jelent meg. Klein megemlítette, hogy az édesapja miatt írta meg, aki szintén írt egy könyvet, és Kleint is erre biztatta. Klein ezzel kapcsolatban így nyilatkozott: "Azt mondta nekem is, hogy írjak egy könyvet, akárcsak ő. Így amikor egy kiadó megkérdezte, hogy szeretném-e ezt megtenni, azt gondoltam: hú, ez nem is lehetne jobb. Már amúgy is a fejemben volt. Nagyon klassz, hogy van valami kézzelfogható dolog a kezemben. A YouTube-on található tartalmaim és a zeném is csupán virtuálisan érhetőek el, és ez nagyon más."
Az Albino című albumnak a népszerűsítésére Klein 2019. január 25-én megszervezte a Het gaat niet zo goed (magyarul: Nem megy túl jól) elnevezésű turnét, melynek során olyan helyszínekre látogatott el, mint a Het Paard, De Oosterpoort, a Doornroosje és a Paradiso. 2019. március 3-án a Paradisóban fejezte be a turnét. A következő nyáron Klein olyan jelentős Benelux fesztiválokon lépett fel, mint a Pukkelpop, a Pinkpop, a Lowlands és a Zwarte Cross.
2019. november 15-én Klein kiadta az 1983 című albumot, amelynek címe Klein bátyjának születési évére utal. Klein Mick Spek, Kauwboy és Tantu Beats zenei producerekkel dolgozott együtt az albumon. 2020. április 24-én kiadta a Joost Klein 7 című albumát, amely 7 dalból áll. Ugyanezen év augusztus 7-én jelent meg az Ik wil je (magyarul: Akarlak) című kislemez, amely a belga De Kreuners együttes dalának remixe.
Klein 2022. szeptember 13-án adta ki a nyolcadik albumát. A lemez a Fryslân nevet viseli, ami Klein születési tartományának, Frízföldnek a fríz neve. Az albumon a Florida 2009, a Wachtmuziek és a Papa en Mama című kislemezek szerepelnek, és teljes egészében Tantu Beats producer készítette. 2023-ban a Friesenjung című kislemezzel elérte első slágerét Németországban. A dal első helyezést ért el a német Top 100-as kislemezlistán.
2023. december 11-én az AVROTROS bejelentette, hogy az előadó képviseli Hollandiát a 2024-es Eurovíziós Dalfesztiválon Malmőben az Europapa című dallal. A verseny május 9-én rendezett második elődöntőjéből második helyezettként jutott tovább a döntőbe, majd másnap kizárták a versenyből, mivel összetűzésbe került a szervezői csapat egyik tagjával.

## Diszkográfia

### Albumok
- Dakloos (2016)
- Scandinavian Boy (2017)
- M van Marketing (2018, Donnie-val közösen)
- Albino (2019)
- 1983 (2019)
- Joost Klein 7 (2020)
- Albino Sports, Vol. 1 (2021, Brunzynnal közösen)
- Fryslân (2022)
- Unity (2025)

### Kislemezek és EP-k
- Feminist on da Block (2017)
- Meeuw (2017, Stefano Keizers-szel közösen)
- Ome Robert (2018)
- Parmezaan en Linkerbaan (2018, Donnie-val közösen)
- Chubby (2018)
- Glaassie Water (2018)
- Buurman (2019)
- Absurd (2019, Millie on Go-val közösen)
- Midlife Crisis (2019)
- Joost Klein 2 (2019)
- Mayo, No Fries! (2020, bbno$-szal közösen)
- Ham? (2020)
- Ik Wil Je (2020, De Kreuners-szel közösen)
- Hallo Nederland (2020, Tantu Beats-cel közösen)
- Gewoon Goed (2021, Brunzyn és Donnie közreműködésében)
- Albino Sports Anthem (2021, Brunzyn-nal közösen)
- Fok De Blok (2021, StuBru-val közösen)
- Papa en Mama (2021)
- Wachtmuziek (2022)
- Wachtmuziek (Sped Up) (2022, Vieze Asbakkal közösen)
- Florida 2009 (2022)
- Rookpauze 2 (2022, Vieze Asbakkal közösen)
- Normalje Bass (2023, a Russian Village Boys-zal közösen)
- Bruder + Schwester (2023, Gladde Palinggal közösen)
- Friesenjung (2023, Ski Aggu és Otto Waalkes közreműködésében)
- Friesenjung (Sped Up) (2023, with Ski Aggu, Otto Waalkes, Vieze Asbak, és a Tantu Beats közreműködésében)
- Europapa (2024)
- The Bird Song (2024)
- Luchtballon (2024)
- Trafik! (2024, Käärijä-val közösen)
- Filthy Dog (2024)
- Why Not??? (2025)
- Boerenland (2025, Donnie-val közösen)
- Luv U More (2025, a Scooter-rel és Paul Elstak-kal közösen)